# Vtora profesionalna futbolna liga
La Vtora profesionalna futbolna liga (in bulgaro: Втора професионална футболна лига, Seconda lega calcistica professionistica) è il torneo cadetto del campionato bulgaro di calcio professionistico. È provvisoriamente amministrata dalla Prima lega calcistica professionistica per delega della Federazione calcistica della Bulgaria.
Dopo vari cambi di formula, dal 2016 al 2019 è stata riformata in un girone unico a 16 squadre, poi portate a 18 nel 2019.

## Formula
Al campionato prendono parte 20 squadre in un girone all'italiana che gioca partite di andata e ritorno, per un totale di 38 giornate. Al termine di esse, le prime due classificate sono automaticamente promosse in Părva profesionalna futbolna liga, mentre terza e quarta classificata giocano uno spareggio per decretare la squadra che giocherà un ulteriore spareggio promozione/retrocessione con una squadra di Părva liga. Le ultime quattro sono invece retrocesse in Treta amat'orska futbolna liga.

## Storia
Il campionato cadetto nacque nel 1950 con il nome di B Grupa, ed era inizialmente diviso in due gironi su base regionali, ognuno da 10 partecipanti. Nel corso degli anni ha cambiato spesso formula, passando da uno a cinque gironi. 
Nel 2000 il campionato venne riformato in Vtora profesionalna futbolna liga con l'adozione fissa del criterio del girone unico, sebbene il numero di squadre rimanesse variabile da stagione a stagione, con la stagione 2001-2002 che arrivò a contarne solo 13 in seguito ad alcune defezioni. La federazione annunciò anche il ritorno dei due gironi, abbandonati definitivamente nel 2012 in favore del ritorno al girone singolo.

## Squadre
Stagione 2024-2025.
| Squadra            | Città            |
| ------------------ | ---------------- |
| Belasica Petrič    | Petric           |
| Botev Plovdiv II   | Plovdiv          |
| CSKA 1948 Sofia II | Sofia            |
| CSKA Sofia II      | Sofia            |
| Dobrudža           | Dobrič           |
| Dunav Ruse         | Ruse             |
| Etăr               | Veliko Tărnovo   |
| Fratrija Varna     | Varna            |
| Jantra Gabrovo     | Gabrovo          |
| Liteks Loveč       | Loveč            |
| Lokomotiv GO       | Gorna Orjahovica |
| Ludogorec II       | Razgrad          |
| Marek Dupnica      | Dupnica          |
| Minjor Pernik      | Pernik           |
| Montana            | Montana          |
| Nesebăr            | Nesebăr          |
| Pirin Blagoevgrad  | Blagoevgrad      |
| Spartak Pleven     | Pleven           |
| Sportist           | Svoge            |
| Strumska Slava     | Radomir          |

## Albo d'oro

### B Republikanska futbolna grupa (1950-1994)
| Stagione  | Campioni                                                                                        |
| --------- | ----------------------------------------------------------------------------------------------- |
| 1950      | Dunav Ruse Spartak Sofia                                                                        |
| 1951      | Slavia Sofia Černo More Varna Spartak Pleven                                                    |
| 1952      | VVS Sofia Stroitel Sofia Cherveno Zname Sofia CSKA Červeno Zname Akademik Varna Spartak Plovdiv |
| 1953      | Spartak Varna Torpedo Pleven Zavod 12 Sofia Velbažd Beroe                                       |
| 1954      | Botev Plovdiv VVS Sofia Cherveno Zname Sofia                                                    |
| 1955      | Spartak Sofia Dunav Ruse                                                                        |
| 1956      | Cherveno Zname Sofia Černo More Varna                                                           |
| 1957      | Dunav Ruse Beroe                                                                                |
| 1958      | //                                                                                              |
| 1958-1959 | Spartak Sofia Septemvri Sofia                                                                   |
| 1959-1960 | Beroe Marek Dupnica Černo More Varna                                                            |
| 1960-1961 | Spartak Pleven Lokomotiv Plovdiv                                                                |
| 1961-1962 | Spartak Sofia Dimitrovgrad                                                                      |
| 1962-1963 | Lokomotiv GO Sliven                                                                             |
| 1963-1964 | Botev Vraca Akademik Sofia                                                                      |
| 1964-1965 | Spartak Varna FK Černomorec Burgas                                                              |
| 1965-1966 | Dobrudža Minjor Pernik                                                                          |
| 1966-1967 | Spartak Pleven Sliven Marica Plovdiv                                                            |
| 1967-1968 | Dunav Ruse Marek Dupnica                                                                        |
| 1968-1969 | FK Etăr Marica Plovdiv                                                                          |
| 1969-1970 | Jantra Gabrovo Jambol                                                                           |
| 1970-1971 | Spartak Varna Beroe                                                                             |
| 1971-1972 | Panayot V. Šumen Minjor Pernik                                                                  |
| 1972-1973 | Jantra Gabrovo Pirin Blagoevgrad                                                                |
| 1973-1974 | Dunav Ruse Sliven                                                                               |
| 1974-1975 | Spartak Varna Beroe                                                                             |
| 1975-1976 | Akademic Svištov Marek Dupnica                                                                  |
| 1976-1977 | Černo More Varna FK Černomorec Burgas                                                           |
| 1977-1978 | Spartak Pleven Haskovo                                                                          |
| 1978-1979 | FK Etăr Minjor Pernik                                                                           |
| 1979-1980 | Akademik Sofia Belasica Petrič                                                                  |
| 1980-1981 | FK Etăr Haskovo                                                                                 |
| 1981-1982 | Spartak Varna Pirin Blagoevgrad                                                                 |
| 1982-1983 | Šumen Beroe Lokomotiv Plovdiv                                                                   |
| 1983-1984 | Spartak Pleven Pirin Blagoevgrad                                                                |
| 1984-1985 | Akademic Svištov Lokomotiv Plovdiv                                                              |
| 1985-1986 | FK Černomorec Burgas Dimitrovgrad                                                               |
| 1986-1987 | Minjor Pernik Lokomotiv GO                                                                      |
| 1987-1988 | Černo More Varna Dunav Ruse                                                                     |
| 1988-1989 | Hebăr Pazardžik FK Černomorec Burgas                                                            |
| 1989-1990 | Jantra Gabrovo Minjor Pernik Haskovo                                                            |
| 1990-1991 | Hebăr Pazardžik Dobrudža                                                                        |
| 1991-1992 | Haskovo Spartak Varna                                                                           |
| 1992-1993 | Černo More Varna Šumen                                                                          |
| 1993-1994 | Liteks Loveč Montana Neftohimik Burgas Spartak Plovdiv                                          |

### B Profesionalna Futbolna Grupa (1994-2016)
| Stagione  | Vincitore                                |
| --------- | ---------------------------------------- |
| 1994-1995 | Spartak Varna Velbažd                    |
| 1995-1996 | Marica Plovdiv                           |
| 1996-1997 | Liteks Loveč                             |
| 1997-1998 | Septemvri Sofia                          |
| 1998-1999 | FK Černomorec Burgas                     |
| 1999-2000 | Černo More Varna                         |
| 2000-2001 | Spartak Pleven                           |
| 2001-2002 | Rilski Sportist                          |
| 2002-2003 | Rodopa Smoljan                           |
| 2003-2004 | Beroe                                    |
| 2004-2005 | Vihren Sandanski                         |
| 2005-2006 | Rilski Sportist Spartak Varna            |
| 2006-2007 | PSFK Černomorec Burgas Pirin Blagoevgrad |
| 2007-2008 | Sliven Lokomotiv Mezdra                  |
| 2008-2009 | Beroe Montana                            |
| 2009-2010 | Vidima-Rakovski Kaliakra                 |
| 2010-2011 | Ludogorec Botev Vraca                    |
| 2011-2012 | Etăr 1924 Pirin Goce Delčev              |
| 2012-2013 | Neftohimik Burgas                        |
| 2013-2014 | Marek Dupnica                            |
| 2014-2015 | Montana                                  |
| 2015-2016 | Dunav Ruse                               |

### Vtora profesionalna futbolna liga (2016-oggi)
| Stagione  | Vincitore          |
| --------- | ------------------ |
| 2016-2017 | Etăr               |
| 2017-2018 | Botev Vraca        |
| 2018-2019 | Carsko Selo        |
| 2019-2020 | CSKA 1948 Sofia    |
| 2020-2021 | Pirin Blagoevgrad  |
| 2021-2022 | Septemvri Sofia    |
| 2022-2023 | CSKA 1948 Sofia II |
| 2023-2024 | Spartak Varna      |